# Katastralgemeinde Lölling
Die Katastralgemeinde Lölling ist eine von acht Katastralgemeinden der Gemeinde Hüttenberg im Bezirk Sankt Veit an der Glan in Kärnten. Sie hat eine Fläche von 1424,12 ha.
Die Katastralgemeinde gehört zum Sprengel des Vermessungsamtes Klagenfurt.

## Lage
Die Katastralgemeinde liegt im Osten des Bezirks Sankt Veit an der Glan, im Süden der Gemeinde Hüttenberg, am Westhang der Saualpe, rechtsseitig im Löllinger Graben. Sie grenzt im Westen an die Katastralgemeinde Knappenberg, im Norden an die Katastralgemeinde St. Johann am Pressen, im Osten an die zur Gemeinde Wolfsberg gehörenden Katastralgemeinden Preims und Leiwald, im Süden an die Katastralgemeinde Hinterberg und im äußersten Südwesten an die Katastralgemeinde Kirchberg der Gemeinde Klein Sankt Paul sowie an die Katastralgemeinde Waitschach der Gemeinde Guttaring. Die Katastralgemeinde erstreckt sich über eine Höhenlage von 702 m ü. A. an der Görtschitz am Südwestrand der Katastralgemeinde bis zu knapp 1760 m ü. A. nördlich des Klippitztörls im Osten der Katastralgemeinde.

## Ortschaften
Auf dem Gebiet der Katastralgemeinde Lölling liegen die Ortschaften Lölling Graben, Lölling Sonnseite, Semlach und Stranach.

## Vermessungsamt-Sprengel
Die Katastralgemeinde gehört seit 1. Jänner 1998 zum Sprengel des Vermessungsamtes Klagenfurt. Davor war sie Teil des Sprengels des Vermessungsamtes St. Veit an der Glan.

## Geschichte
Ende des 18. Jahrhunderts wurden die Kärntner Steuergemeinden (später: Katastralgemeinden) gebildet und Steuerbezirken zugeordnet. Die Steuergemeinde Lölling wurde Teil des Steuerbezirks Althofen (Herrschaft und Landgericht).
Im Zuge der Reformen nach der Revolution 1848/49 wurden in Kärnten die Steuerbezirke aufgelöst und Ortsgemeinden gebildet, die jeweils das Gebiet einer oder mehrerer Steuergemeinden umfassten. Die Steuer- bzw. Katastralgemeinde Lölling wurde Teil der Gemeinde Lölling. Die Größe der Katastralgemeinde wurde 1849 mit 2473 Österreichischen Joch und 391 Klaftern (ca. 1423 ha, also etwa ein ha kleiner als die heutige Fläche) angegeben; damals lebten 734 Personen auf dem Gebiet der Katastralgemeinde. Im Zuge der Gemeindestrukturreform wurde 1973 ein etwa 1 ha großes Gebiet im Südwesten an die Katastralgemeinde Lölling angeschlossen, das bis dahin zur Katastralgemeinde Kirchberg gehört hatte. 
Die Katastralgemeinde Lölling gehörte ab 1850 zum politischen Bezirk Sankt Veit an der Glan und zum Gerichtsbezirk Althofen. Von 1854 bis 1868 gehörte sie zum Gemischten Bezirk Althofen. Seit der Reform 1868 ist sie wieder Teil des politischen Bezirks Sankt Veit an der Glan, zunächst als Teil des Gerichtsbezirks Althofen, ab 1872 als Teil des Gerichtsbezirks Eberstein, und seit dessen Auflösung 1978 als Teil des Gerichtsbezirks St. Veit an der Glan.